# Масаки Хигашигучи
Масаки Хигашигучи (јап. 東口 順昭; 12. мај 1986) јапански је фудбалер који игра на позицији голмана. Тренутно наступа за Гамба Осаку и репрезентацију Јапана.

## Каријера
Током каријере је играо за Албирекс Нигата и Гамба Осака.

## Репрезентација
За репрезентацију Јапана дебитовао је 2015. године. Наступао је на Светском првенству (2018. године) с јапанском селекцијом. За тај тим је одиграо 7 утакмица.

## Статистика
| Јапан  | Јапан   | Јапан  |
| Година | Наступи | Голови |
| ------ | ------- | ------ |
| 2015.  | 1       | 0      |
| 2016.  | 1       | 0      |
| 2017.  | 2       | 0      |
| 2018.  | 3       | 0      |
| 2019.  | 1       | 0      |
| Укупно | 8       | 0      |